# زقين متصلب
زقين متصلب (الاسم العلمي:Diascia rigescens) هو نوع من النباتات يتبع جنس الزقين من الفصيلة الغدبية.